# Tjärnarna på berget
Tjärnarna på berget är en sjö i Hagfors kommun i Värmland och ingår i Göta älvs huvudavrinningsområde.